# سيسنا سايتيشن إم2
سيسنا سايتيشن إم2 (بالإنجليزية: Cessna Citation M2)‏ هي نفاثة أعمال أنتجت في الولايات المتحدة. من صناعة سيسنا. كان أول طيران لها في 9 مارس 2012. ومازالت في الخدمة حتى الآن.